# جو كالدويل
جو كالدويل (بالإنجليزية: Joe Caldwell)‏ مواليد 1 نوفمبر 1941 في تكساس سيتي، هو لاعب كرة سلة أمريكي سابق بدأ مسيرته الاحترافية في سنة 1964 ويحمل الرقم 21, 27. يبلغ طوله 6 قدم 5 بوصة (2.0 م). اعتزل اللعب في 1975.

## فرق لعب لها
- ديترويت بيستونز
- أتلانتا هوكس

## الميداليات
| الميدالية | المسابقة                       |
| --------- | ------------------------------ |
| ذهبية     | الألعاب الأولمبية الصيفية 1964 |

## روابط خارجية
- جو كالدويل على موقع الاتحاد الدولي لكرة السلة (الإنجليزية)
- جو كالدويل على موقع إن بي أي (الإنجليزية)
- جو كالدويل على موقع سبورتس رفرنس (الإنجليزية)
- جو كالدويل على موقع كلية كرة السلة في سبورتس رفرنس.كوم (الإنجليزية)
- جو كالدويل على موقع ريلجم (الإنجليزية)
- جو كالدويل على موقع بروبوليرز (الإنجليزية)
- جو كالدويل على موقع سبورتس رفرنس (الإنجليزية)
- جو كالدويل على موقع أوليمبيديا (الإنجليزية)